# Bad Schönau
Bad Schönau osztrák község Alsó-Ausztria Bécsújhelyvidéki járásában. 2020 januárjában 729 lakosa volt. 

## Elhelyezkedése

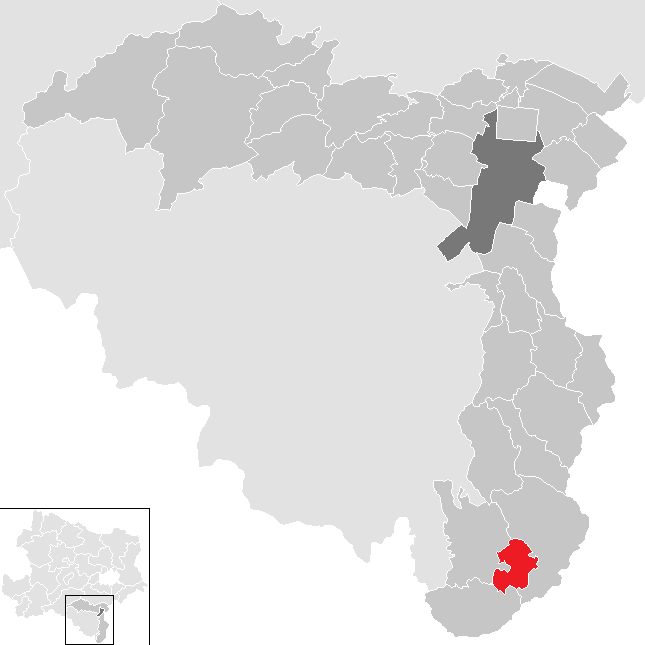
Bad Schönau a Bécsújhelyvidéki járásban

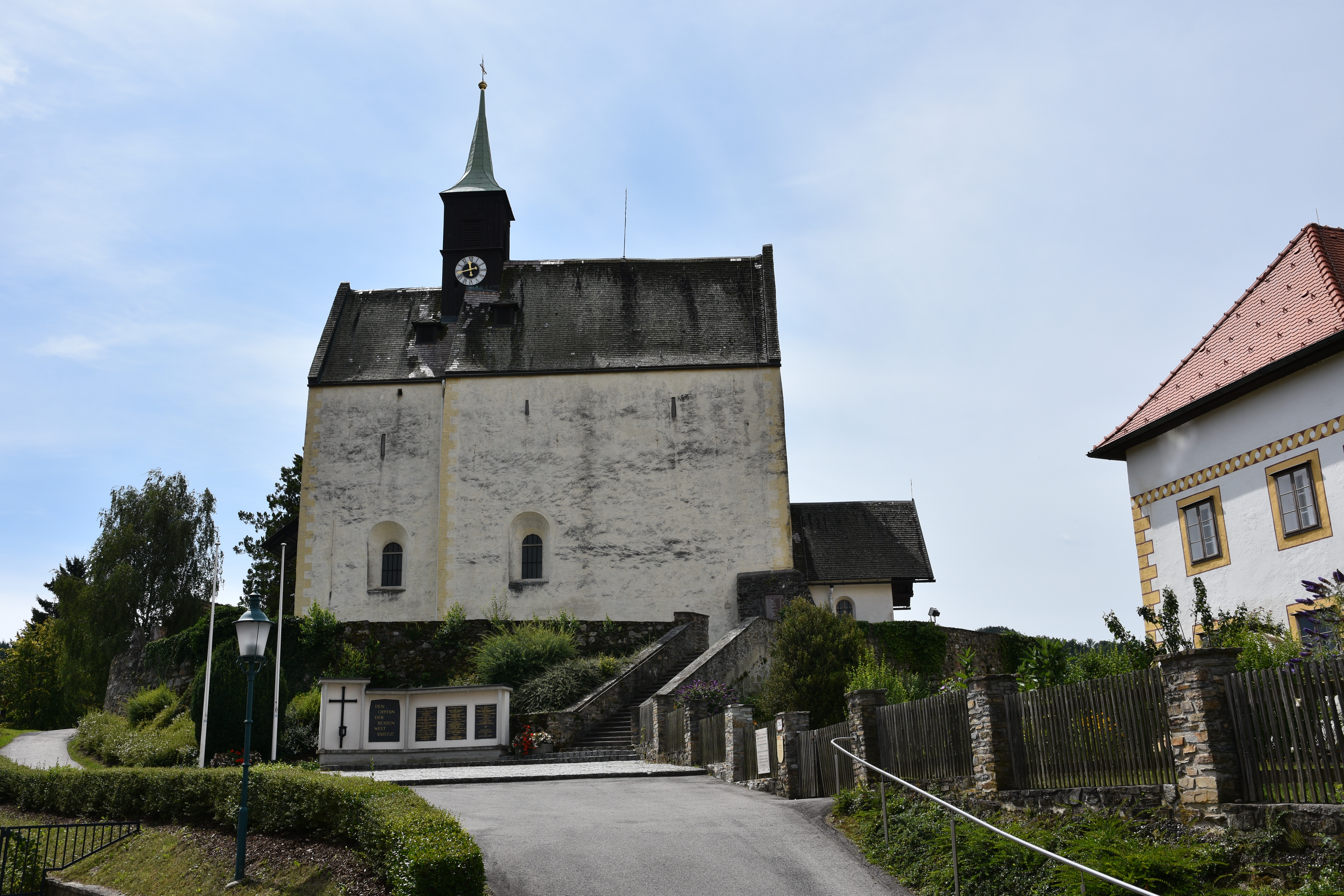
A Szt. Péter és Pál-plébániatemplom

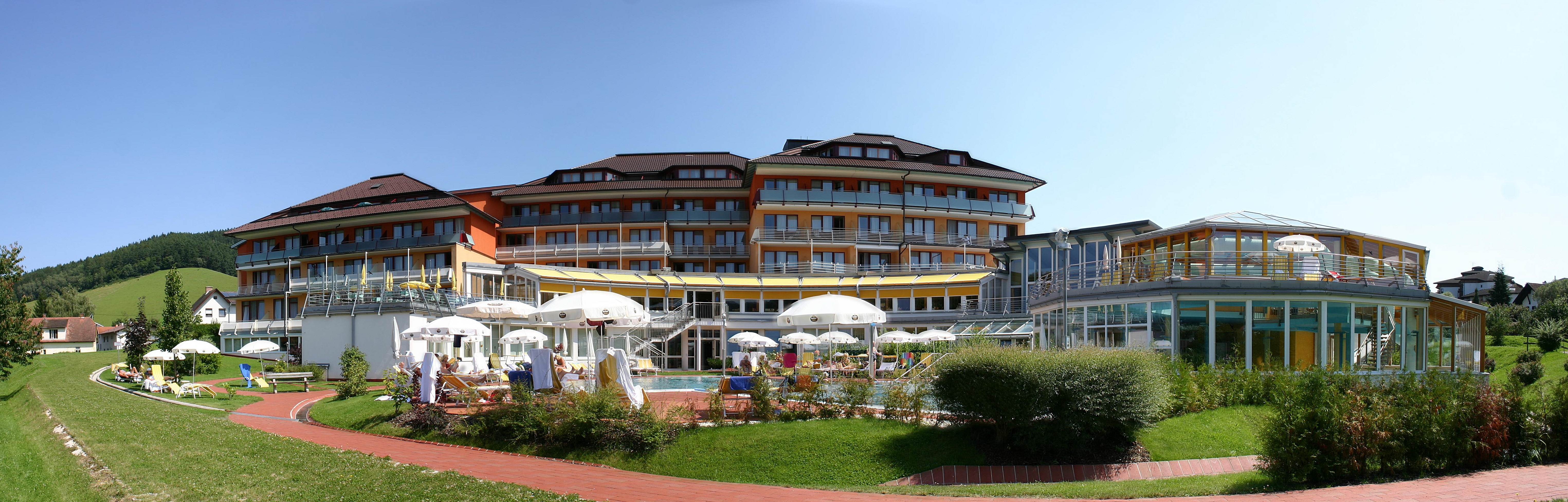
A Zum Landsknecht gyógyszálló

Bad Schönau a tartomány Industrieviertel régiójában fekszik a Bucklige Welt dombság déli részén, a Zöbernbach folyó mentén. Területének 41%-a erdő. Az önkormányzat 7 településrészt és falut egyesít: Almen (26 lakos 2020-ban), Bad Schönau (478), Leitenviertel (45), Maierhöfen (119), Schlägen (25), Schützenkasten (20) és Wenigreith (16).  
A környező önkormányzatok: keletre Kirchschlag in der Buckligen Welt, délnyugatra Hochneukirchen-Gschaidt, északnyugatra Krumbach.

## Története
Schönaut először 1264-ben említik írásos források. Fallal megerődített templomát 1120 körül alapították, Szt. Kristófot, Szt. Györgyöt és Jézust ábrázoló freskói 1320-ból származnak (a freskókat lefestették, csak 1987-ben tárták fel őket). A középkorban a falu a krumbachi uradalomhoz tartozott. A 13. században a várúr lakótornyot és kis erődítményt építtetett Schönauban. 
Bécs 1683-as ostromakor a törökök, 1708-ban pedig Rákóczi kurucai dúlták fel a falut. 
Az 1848-as bécsi forradalom utáni közigazgatási reform keretében megalakult a községi önkormányzat; a község ekkor a Schönau im Gebirge nevet viselte. 
1950-ben felfedezték a schönaui ásványvízforrást, amely szén-dioxidtartalma miatt egyedi Kelet-Ausztriában. 1953-ban a tartományi kormányzat elismerte a víz gyógyhatását, a következő évben pedig a község felvette a Bad Schönau nevet. 

## Lakosság
A Bad Schönau-i önkormányzat területén 2020 januárjában 729 fő élt. A lakosságszám 1981 óta 700-760 között ingadozik. 2018-ban az ittlakók 97,7%-a volt osztrák állampolgár; a külföldiek közül 0,8% a régi (2004 előtti), 1,4% az új EU-tagállamokból érkezett. 2001-ben a lakosok 95,4%-a római katolikusnak, 1,4% evangélikusnak, 1% mohamedánnak, 1,5% pedig felekezeten kívülinek vallotta magát. Ugyanekkor egy magyar élt a községben. 
A népesség változása:

| 2016 | 731 |
| 2018 | 721 |

## Látnivalók
- a Szt. Péter és Pál-plébániatemplom
- a Bad Schönaui gyógyfürdő

## Fordítás
- Ez a szócikk részben vagy egészben  a   Bad Schönau című német Wikipédia-szócikk ezen változatának fordításán alapul.  Az eredeti cikk szerkesztőit annak laptörténete sorolja fel. Ez a jelzés csupán a megfogalmazás eredetét és a szerzői jogokat jelzi, nem szolgál a cikkben szereplő információk forrásmegjelöléseként.